# Циановодород
Циановодородът (водороден цианид, циановодородна киселина или синилна киселина) е неорганично химично съединение с химична формула HCN. Циановодородът е безцветен газ, докато циановодородната киселина е безцветна, силно летлива и лесно подвижна течност. Двете имат характерен слаб мирис на бадем. Циановодородната киселина кипи малко над стайна температура – при 25,6 °С и е силна отрова. Произвежда се в промишлен мащаб и е ценна суровина за производството на много химични съединения – от полимери до фармацевтични продукти.
Циановодородната киселина се съдържа в някои растения, коксовия газ, цигарения дим, отделя се по време на термично разлагане на найлон и полиуретан. Смесва се във всякакви съотношения с вода, етанол, етилов етер. Молекулата е силно полярна.

## Структура и общи свойства
Циановодородът има линейна молекула, с тройна връзка между въглерод и азот. Съществува в две тавтомерни форми:
{\displaystyle {\ce {H-C#N <=> H-N#C}}}
При стайна температура равновесието на превръщане на циановодорода в изоциановодород е изместено вляво. Доказано е, че по-нестабилният изоциановодород е по-токсичен.
Циановодородът е много слаба киселина с pKa от 9,2. Той частично се йонизира във воден разтвор, като се получава цианиден анион, CN−. Разтворът на циановодород във вода, означаван с HCN, се нарича циановодородна киселина. Солите на цианидния анион са известни като цианиди.
HCN има слаб мирис на горчив бадем, който някои хора не са в състояние да усетят поради генетична особеност. Летливото съединение се използва като отрова за вдишване от гризачи, като бойно отровно вещество, както и за убийство на китове. Цианидните йони взаимодействат с желязосъдържащите дихателни ензими, което води до спиране на дишането.